# Góra (powiat staszowski)
Góra – wieś sołecka w Polsce położona w województwie świętokrzyskim, w powiecie staszowskim, w gminie Łubnice.
W 1565 roku wieś w powiecie wiślickim województwa sandomierskiego kupił od Olbrachta Łaskiego kasztelan rawski Stanisław Wolski. W latach 1975–1998 miejscowość należała administracyjnie do województwa tarnobrzeskiego.

## Dawne części wsi – obiekty fizjograficzne
W latach 70. XX wieku przyporządkowano i opracowano spis lokalnych części integralnych dla Góry zawarty w tabeli 1.

| Nazwa wsi – miasta     | Nazwy części wsi – miasta | Nazwy obiektów fizjograficznych – charakter obiektu                                                                       |
| ---------------------- | ------------------------- | --- |
| I. Gromada SICHÓW DUŻY |                           | |
| 1. Góra                | —                         | 1. Brzezina — pole 2. Góry — krzaki, las 3. Kamieniec — pole 4. Lipówki — pole 5. Osiny — pole 6. Wilkowskie — pole, łąka |

## Historia
Wieś wchodziła w 1662 roku w skład majętności łubnickiej Łukasza Opalińskiego. Według spisu z roku 1827  Góra w parafii Beszowa opisano jako – wieś prywatna, było tu 11 domów i 74 mieszkańców

## Literatura
- Kaczmarek Leon (red. nauk. zeszytu), Taszycki Witold (red. nauk. wyd.): Urzędowe Nazwy miejscowości i obiektów fizjograficznych. 33. Powiat staszowski województwo kieleckie. Komisja ustalania nazw miejscowości i obiektów fizjograficznych (do użytku służbowego). Z: 33. Warszawa: Urząd Rady Ministrów. Biuro do Spraw Prezydiów Rad Narodowych, 1970. Brak numerów stron w książce
- Tabela. Tabela miast, wsi, osad Królestwa Polskiego z wyrażeniem ich położenia i ludności, alfabetycznie ułożone w biurze Komisji Rządowej Spraw Wewnętrznych i Policji, t. I-II, W. 1827.. „Centralna Biblioteka Statystyczna”. A-Ł (Ministerstwo Nauki i Szkolnictwa Wyższego), s. 288, 1827. Warszawa.Sprawdź autora:1.